# South Entrance Sign
Le South Entrance Sign est un panneau de signalisation américain dans le comté de Washington, dans l'Utah. Situé le long de l'Utah State Route 9 à l'entrée sud du parc national de Zion, il a été construit en 1935 par le Civilian Conservation Corps dans le style rustique du National Park Service. Il est inscrit au Registre national des lieux historiques depuis le 14 février 1987.